# Driving Home for Christmas
Driving Home for Christmas är en julsång från 1988 som skrevs och spelades in av britten Chris Rea. Den var en av de nya sångerna på hans samlingsalbum "New Light Through Old Windows". Sångtexten beskriver trafikmiljön i juletider.
2008 tolkades den av Sanna, Shirley, Sonja på albumet Our Christmas.
2016 spelade Magnus Carlsson in en Svensk version av låten.

## Listplaceringar
| Lista (1999, 2006-2010) | Placering |
| ----------------------- | --------- |
| Danmark                 | 19        |
| Finland                 | 17        |
| Nederländerna           | 17        |
| Norge                   | 2         |
| Schweiz                 | 6         |
| Sverige                 | 26        |
| Österrike               | 35        |

### Fotnoter
1. ↑  Information i Svensk mediedatabas.
2. ↑  Listplacering Arkiverad 4 november 2012 hämtat från the Wayback Machine.
3. ↑  Listplacering Arkiverad 19 oktober 2012 hämtat från the Wayback Machine.
4. ↑  Listplacering
5. ↑  Listplacering Arkiverad 9 november 2012 hämtat från the Wayback Machine.
6. ↑  Listplacering Arkiverad 11 november 2012 hämtat från the Wayback Machine.
7. ↑  Listplacering
8. ↑  Listplacering Arkiverad 2 november 2012 hämtat från the Wayback Machine.